# Železniško postajališče Kilovče
Železniško postajališče Kilovče je eno izmed železniških postajališč v Sloveniji, ki oskrbuje bližnje naselje Kilovče. Postajališče se nahaja pod vasjo.